# عمرو بن ثعلبة
عمرو بن ثعلبة بن وهب بن عُدَي الخزرجي الأنصاري صحابي جليل من قبيلة الخزرج من الأنصار شهد مع النبي محمد ﷺ غزوة بدر. وقال ابن الأثير الجزري وشهد عمرو بن ثعلبة غزوة أحد أيضاً.